# Acide 3-oxopentanoïque
L'acide 3-oxopentanoïque, ou acide β-cétopentanoïque, est un composé chimique de formule H3C–CH2–CO–CH2–COOH. Il s'agit d'un corps cétonique de la famille des cétoacides. Il est biosynthétisé dans le foie à partir d'acides gras à nombre impair d'atomes de carbone et est acheminé par le sang depuis lequel il passe rapidement dans le cerveau.
Contrairement aux corps 4-cétoniques, le β-cétopentanoate est anaplérotique, ce qui signifie qu'il peut remplir la réserve de métabolites du cycle de Krebs. La triheptanoïne, un triglycéride, est utilisée cliniquement pour produire le β-cétopentanoate.